# Wet Willie
Wet Willie è il nome di un gruppo musicale statunitense, formatosi a Mobile nel 1969.
La primissima formazione era costituita da Ricky Hirsch (chitarra solista e slide, mandolino), Jimmy Hall (sassofono), Jack Hall (fratello di Jimmy, basso e banjo), Lewis Ross (batteria) e John Anthony (tastiera).

## Storia dei Wet Willie
Ingaggiati dalla Capricorn Records di Phil Walden, nel 1971 pubblicarono il loro primo omonimo album, il loro stile musicale variava da una marcata influenza del soul e del rhythm and blues sudista, alla Otis Redding (di cui Phil Walden era il manager) ed in maniera molto vaga al southern rock degli Allman Brothers o della Marshall Tucker
Band (anche loro della scuderia della Capricorn Records).
Il gruppo raggiunse un certo successo commerciale a partire dal terzo album, un live intitolato Drippin' Wet, successo consolidato dai successivi due album, Keep on Smilin' e Dixie Rock, quest'ultimo disco conteneva il loro brano di maggior popolarità: Leona.
A partire dal 1977, anno in cui Ricky Hirsch abbandonò il gruppo, la band subì vari cambiamenti, fino allo scioglimento avvenuto nel 1980.
Nel 1990 la band venne riformata, con i membri storici Ricky Hirsch, Jimmy Hall e John Anthony, affiancati da altri tre elementi, il gruppo è attivo sporadicamente e solo in concerti.

## Discografia
- 1971 - Wet Willie (Capricorn Records)
- 1972 - Wet Willie II (Capricorn Records)
- 1973 - Drippin' Wet (Capricorn Records) Live
- 1974 - Keep on Smilin' (Capricorn Records)
- 1975 - Dixie Rock (Capricorn Records)
- 1976 - The Wetter the Better (Capricorn Records)
- 1977 - Greatest Hits (Polygram Records) Raccolta
- 1977 - Left Coast Live (Capricorn Records) Live
- 1977 - Manorisms (Epic Records)
- 1979 - Which One's Willie? (Epic Records)
- 1994 - The Best of Wet Willie (Polydor Records) Raccolta
- 2005 - Epic Willie (Epic Records) Raccolta su CD dei due precedenti album: Which One's Willie? e Manorisms
- 2012 - Miles of Smiles (Hittin' the Note Records) Live[1]